# The Quiet - Segreti svelati
The Quiet - Segreti svelati (The Quiet) è un film del 2005 diretto da Jamie Babbit.

## Trama
Dot è una ragazza divenuta sorda all'età di sette anni, dopo aver perso la madre. Rimasta orfana a seguito di un incidente in cui muore anche il padre, viene adottata da una vecchia amica della sua defunta madre ed entra così a far parte della famiglia Deer. I Deer hanno una figlia: Nina, che frequenta la stessa scuola di Dot insieme ai suoi amici Connor e Michelle. Connor è un ragazzo dal carattere gentile e l'incontro con Dot lo colpisce molto spingendolo a creare una amicizia con la ragazza, che sembra andare bene. Michelle invece è una ragazza molto vanitosa e cerca a tutti i costi di conquistare Connor e portarselo a letto, ma capirà presto che il ragazzo è interessato più a Dot che a lei.
Dot trascorre il suo tempo in silenzio e lontano da tutti, ma in realtà lei nasconde un segreto che Nina scopre. Durante un pomeriggio, nella casa dei Deer è presente solo Dot, che stranamente sta suonando il piano in una stanza e quando Nina torna a casa, vede Dot suonare il piano e parlare fra sé e sé. Nina, nei giorni seguenti incomincia a parlare sempre di più con Dot, ma la ragazza fa finta di niente e continua a fare la parte della sorda, ma quando Nina le dice che la sera stessa vuole uccidere il padre, Dot capisce che nella famiglia c'è un segreto. Infatti Nina riceve molte chiamate dal padre e inoltre le viene vietato sempre di uscire con i suoi amici, come se il padre avesse un appuntamento con lei stessa di notte.
Durante la sera, Dot e i Deer stanno mangiando e proprio in quel momento bussa alla porta Connor che domanda di Dot e quando il ragazzo domanda al padre di Nina se può uscire con Dot, egli accetta senza dire nulla a differenza di Nina a cui aveva proibito di uscire con Michelle. Dopo pochi minuti bussa Michelle che sussurra vicino a Nina "Sta dentro al sacco, non farla vedere a tuo padre", e allora Dot intuisce che in quel sacco c'è senz'altro una pistola e cioè l'arma per uccidere il padre.
Nina e Michelle sono in una stanza, dove dopo poco tempo il padre di Nina bussa e ordina alla figlia di liberarsi dell'amica. Mentre Michelle abbandona la casa dei Deer, Dot sta avendo un rapporto sessuale con Connor che le rivela tutti i suoi segreti pensando che lei non possa sentire. Dot è piuttosto agitata, e pensa continuamente alle parole di Nina ed è preoccupata, quindi corre a casa, dove trova tutto molto tranquillo e la busta che Michelle aveva consegnato a Nina non conteneva altro che riviste e dvd porno. Ma quando si avvicina alla porta della stanza di Nina sente dei rumori di Nina e del padre che stanno avendo un rapporto sessuale.
Il giorno dopo a scuola, Nina ripete di nuovo a Dot che vuole uccidere il padre. A tarda sera, mentre il padre insisteva per fare sesso con lei, tenta di ucciderlo o di punirlo con un ferro da stiro rovente, senza tuttavia averne il coraggio. Ma dice al padre di essere incinta e di avere bisogno di mille dollari in contanti per abortire con discrezione, mentre il suo vero intento è quello di usare il denaro per scappare di casa.
È la sera del ballo e Nina convince Dot ad andarci dandole un vestito elegante. Nina sta per uscire di casa, ma il padre scopre che la ragazza ha il ciclo e inizia a picchiarla e ad insultarla per avergli mentito. La butta sul letto, per costringerla ad un atto sessuale e in quello stesso momento interviene Dot che uccide l'uomo con una corda del piano. Una volta morto, le due ragazze vanno al ballo della scuola, decidendo di seppellire la corda e i vestiti sporchi di sangue in un bosco posto vicino alla scuola, prima di rincasare. Durante il ballo Dot rivela a Connor di essere una ragazza normale, ma il ragazzo rimane deluso e ferito, dicendole che con tale inganno lo aveva indotto - mentre facevano sesso la sera precedente - a rivelarle tutti i suoi segreti più intimi. Quindi la lascia, fuggendo amareggiato.
Dopo aver seppellito le prove, Dot e Nina tornano a casa insieme, proprio mentre la polizia arresta la madre, che si era assunta la responsabilità dell'omicidio, per salvare le ragazze e forse espiare la colpa di non aver saputo opporsi all'incesto tra il marito e la figlia.